# Adolphe Noël des Vergers
Joseph Marin Adolphe Noël des Vergers (né le 2 juin 1805 à Paris et mort le 2 janvier 1867 à Nice) est un archéologue, historien, étruscologue, orientaliste et épigraphiste français du XIXe siècle.
Il est le fils de Marin Noël des Vergers, député de l'Yonne.

## Biographie
Très jeune il sa passionne pour les sciences et devient l'assistant Universitaire du chimiste le Baron Louis Jacques Thénard. Également passionné par les voyages il se rend en Italie, en Grèce, au proche Orient où il apprend l'arabe et traduit le livre de Abou'Iféda Une Vie de Mohamed. À la demande du gouvernement de Louis-Philippe il part en Sicile pour retracer l'histoire de l'occupation islamique. Il entreprend des fouilles sur la côte Tyrrhénienne avec l'aide d'un archéologue italien Alessandro François entre 1850 et 1856 qui lui permettent de découvrir le port de Populonia. C'est en 1857 qu'ils font la découverte de 19 chambres funéraires inviolées près de Vulci, connue  depuis sous le nom de Tombe François dont les fresques évoquent les scènes guerrières empruntées à L'Iliade d'Homère qui pour la première fois racontent la vie des Étrusques.
Peu connu en France malgré un prix à son nom attribué par l'institut de France son histoire des étrusques est encore très connue en Italie.
Il est inhumé au cimetière du Père-Lachaise (67e division).

## Œuvres
Éditions et traductions de l'arabe
- Abou'lfeda : Vie de Mahomet, , éd. et trad. fr. par Adolphe Noël des Vergers, Paris, 1837 (en ligne).
- Ebn-Khaldoun : Histoire de l'Afrique sous la dynastie des Aghlabites, et de la Sicile sous la domination musulmane [extrait du Livre des exemples], éd. et trad. fr. par Adolphe Noël des Vergers, Paris, 1841 (en ligne).

Études
- Extrait d'une lettre écrite de Naples, par M. Noël Desvergers, à M. de Larenaudière in Nouvelles annales des voyages, de la géographie et de l'histoire ou Recueil des relations originales inédites, 21. Jg., janvier–mars 1839, p. 197-204 consulter sur Gallica
- Histoire et description de l'Arabie (dans la collection L'univers pittoresque), Paris, 1847 consulter sur Gallica
- Études sur Horace, 1855
- Notice sur Borghesi, 1860
- Essai sur Marc-Aurèle d'après les monuments épigraphiques, 1860
- L'Étrurie et les étrusques ou Dix ans de fouilles dans les Maremmes toscanes, Paris, 1864 volume 1, volume 2